# Хоч (гмина)
Хоч (пол. Chocz) — сельская гмина (волость) в Польше, входит как административная единица в Плешевский повет, Великопольское воеводство. Население — 4796 человек (на 2004 год).

## Сельские округа
1. Брудзевек
2. Хоч
3. Юзефув
4. Квилень
5. Кузня
6. Нинев
7. Нова-Казмерка
8. Новолипск
9. Новы-Олесец
10. Пила
11. Стара-Казмерка
12. Стары-Олесец

## Соседние гмины
1. Гмина Близанув
2. Гмина Чермин
3. Гмина Гизалки
4. Гмина Гродзец
5. Гмина Плешев